# Bryum limbifolium
Bryum limbifolium är en bladmossart som beskrevs av Brotherus och William Walter Watts 1915. Bryum limbifolium ingår i släktet bryummossor, och familjen Bryaceae. Inga underarter finns listade i Catalogue of Life.